# Ukulele

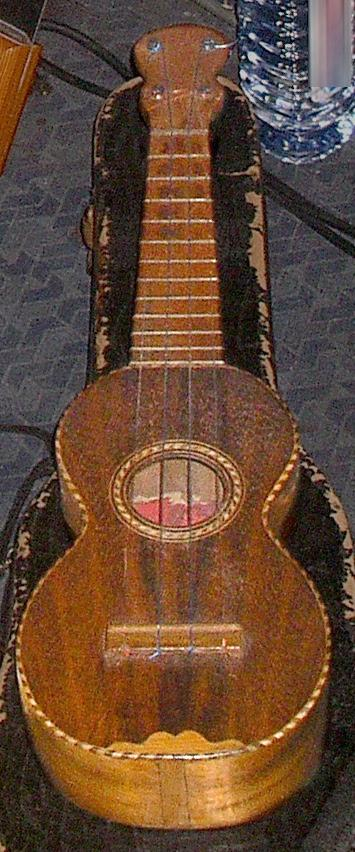
Ukulele hawaià

L'ukulele és un instrument cordòfon, semblant a una guitarra petita, de quatre cordes pinçades, tradicional de les Illes Hawaii. És un parent proper del tiple i del cavaquinho portuguès. Hi ha autors que diuen que és una adaptació hawaiana del cavaquinho deguda a uns immigrants portuguesos de Madeira, que van arribar a Hawaii el 1878, que en serien els precursors, però els nadius ho neguen dient que ja el tenien feia 100 anys, i aporten com a prova una revista National Geographic de 1880 amb unes noies tocant un ukulele de cinc cordes en què diu que és l'"instrument nacional de Hawaii"; i a part que dos anys és molt poc temps per a poder ser elevat a aquesta categoria tan popular, el cavaquinho sempre ha tingut quatre cordes; en canvi, hi ha el timple canari de cinc cordes.
Aquest petit instrument va ser molt popular durant la primera meitat del segle xx i és un element fonamental en els conjunts de música tradicional hawaiana. L'ukulele també ha estat incorporat en conjunts d'altres gèneres musicals, que van de la cançó popular al jazz, sovint perquè aporta un toc humorístic o exòtic.
En la classificació d'Hornbostel-Sachs pertany al grup 321.322 dels llaüts amb caixa de ressonància en forma de capsa.

## Tipus d'ukulelesi afinació
Segons la tonalitat, hi ha quatre tipus d'ukulele: baríton (el més greu), tenor, concert i soprano.
Afinació de les quatre cordes, d'esquerra a dreta tot mirant frontalment l'instrument:
- Ukulele soprano i de concert: Sol (agut), Do Mi, La o bé La (Agut), Re, Fa#, Si. Aquesta darrera és l'afinació invertida del cuatro venezolano, fet que podria induir a confusions.
- Ukulele tenor: Sol, Do, Mi, La.
- Ukulele baríton: Re, Sol, Si, Mi (idèntica a les quatre primeres cordes d'una guitarra).

En un pentagrama, l'afinació quedaria representada de la forma següent: